# Their Own Desire
Their Own Desire ist ein US-amerikanisches Filmdrama aus dem Jahr 1929. Das Drehbuch basiert auf dem gleichnamigen Roman von Sarita Fuller.

## Handlung
Lally entdeckt, dass ihr Vater Henry eine Affäre mit einer anderen Frau hat. Mit ihrer Mutter Harriet zieht sie sich in einem Ferienort zurück. Dort lernt sie einen jungen Mann, Jack, kennen, in den sie sich verliebt. Nachdem sie sich sicher sind, heiraten zu wollen, entdeckt Lally, dass Jacks Mutter Beth die Geliebte ihres Vaters ist. Das junge Paar entscheidet sich, sich zu trennen.
Sie unternehmen zum Abschied eine Bootsfahrt. Ein Sturm kommt auf, der das Boot abtreiben lässt. Lally und Jack gelten als vermisst. Marlett und Beth suchen verzweifelt nach ihren Kindern, realisieren dabei, welch ernste Konsequenzen ihre Affäre für ihre Kinder hat. Sie finden ihre Kinder, bringen sie heim und kehren zu ihren Ehepartnern zurück.

## Kritik
Mordaunt Hall von der New York Times schrieb, obwohl der Film von Komödie zu Melodram überspringe und der Regisseur einige Ecken geschnitten habe, sei es ein Film mit exzellenter Kameraarbeit und kompetenten Akteuren.

## Auszeichnungen
Bei der dritten Oscarverleihung 1930 wurde Norma Shearer für den Oscar in der Kategorie Beste Hauptdarstellerin nominiert.

## Hintergrund
Die Uraufführung fand am 27. Dezember 1929 statt.